# Anampses neoguinaicus
Anampses neoguinaicus là một loài cá biển thuộc chi Anampses trong họ Cá bàng chài. Loài này được mô tả lần đầu tiên vào năm 1878.

## Từ nguyên
Tính từ định danh của loài này trong tiếng Latinh có nghĩa là "thuộc về New Guinea", nơi mẫu định danh được thu thập.

## Phạm vi phân bố và môi trường sống
Từ quần đảo Trường Sa (Việt Nam), phạm vi của A. neoguinaicus mở rộng đến khu vực Tam giác San Hô và một số các đảo quốc, quần đảo thuộc châu Đại Dương ở phía đông, xa nhất đến Tonga; ngược lên phía bắc đến quần đảo Ryukyu và vùng biển phía nam Nhật Bản; giới hạn phía nam đến bờ đông Úc.
Môi trường sống của A. neoguinaicus là gần các rạn san hô, đặc biệt là san hô của chi Acropora, trên nền đáy cát có lẫn san hô vụn, độ sâu khoảng từ 4 đến 30 m.

## Mô tả
A. neoguinaicus có chiều dài cơ thể tối đa được biết đến là 20 cm. Cá cái và cá con có màu đen ở lưng và đỉnh đầu, chuyển thành màu vàng nhạt (gần như trắng) ở phần thân còn lại, lốm đốm các chấm màu xanh lam óng trên vảy. Có đốm đen lớn viền xanh ở sau vây lưng và vây hậu môn, và một đốm tương tự ngay góc nắp mang. Vây hậu môn có thêm dải màu đen gần rìa. Cá đực không có lưng màu đen như cá cái với các vạch màu xanh óng trên vảy. Nửa trên của đầu có màu nâu đỏ sẫm với các vệt xanh lam bao quanh mắt. Vây lưng có màu cam ửng đỏ, lấm chấm xanh óng. Vây hậu môn có các dải màu đỏ cam ở rìa với dải viền xanh lam. Vây đuôi có một dải đỏ cam viền quanh rìa, lốm đốm xanh. Các vây này có viền xanh óng.
Số gai ở vây lưng: 9; Số tia vây ở vây lưng: 12; Số gai ở vây hậu môn: 3; Số tia vây ở vây hậu môn: 12; Số tia vây ở vây ngực: 13; Số vảy đường bên: 26; Số lược mang: 15–18.

## Sinh thái học
Thức ăn của A. neoguinaicus chủ yếu là những loài thủy sinh không xương sống. Cá đực có thể sống theo chế độ hậu cung, gồm nhiều con cái cùng sống trong lãnh thổ của nó, còn cá con thường sống đơn độc.
A. neoguinaicus có thể là một loài lưỡng tính tiền nữ, tức cá cái có thể chuyển đổi giới tính thành cá đực.
A. neoguinaicus thường được đánh bắt trong ngành buôn bán cá cảnh, và ở một số khu vực, loài này được xem là một nguồn thực phẩm.